# Катба (национальный парк)
Катба — национальный парк и биосферный резерват во Вьетнаме.

## Физико-географическая характеристика
Архипелаг Катба является западной границей Тонкинского залива в северном Вьетнаме. Он представляет собой 366 известняковых островов со множеством пещер и является результатом продолжительной эрозии и эволюции ландшафта, что представляет большую геоморфологическую ценность. Маленькие острова в основном поднимаются вертикально с небольших глубин. Крупнейшим островом архипелага является остров Катба площадью 285 км², на котором и расположен национальный парк.
В базе данных всемирной сети биосферных резерватов указаны следующие координаты центральной точки заповедника: 20°48′ с. ш. 107°01′ в. д.. Согласно концепции зонирования резерватов общая площадь территории, которая составляет 262,41 км², разделена на три основные зоны: ядро — 85,0 км² (из них 20 км² акватории), буферная зона — 77,41 км² (из них 28 км² акватории), зона сотрудничества — 100,0 км² (из них 44,0 км² акватории).
Климат архипелага, с ярко выраженными сезонами дождей и засухи, в целом схож с климатом региона и находится под воздействием океана, в частности, тропических муссонов. Исключение составляют рекорды температур. Около 28 % тайфунов на побережье Вьетнама проходят над архипелагом.
Высота над уровнем моря колеблется от −39 до 332 метров. На острове Катба находится высшая точка архипелага, средняя же высота острова над уровнем моря составляет 70 метров. Геологическая история архипелага насчитывает 500—600 миллионов лет.

## Флора и фауна
Территория национального парка и биосферного резервата принадлежит биогеографической провинции индокитайских тропических лесов и включает тропические влажные леса, ветленд, мангровые леса и коралловые рифы.
Биоразнообразие резервата включает 2320 видов растений и животных, из них 199 видов фитопланктона, 89 видов зоопланктона, 75 видов водорослей, 23 вида мангровых, 177 видов кораллов (по другим данным — 160), 538 видов придонных видов (по другим данным — 475 видов zoobrnthonic), 196 видов рыб (по другим данным — 119), 282 вида животных (по другим данным 142) и 741 вид наземных растений. Особую редкость представляют эндемик Trachypithecus poliocephalus, который встречается только на центральном острове архипелага, а также Eretmochelys imbricata. 80 видов внесены в Красную книгу Вьетнама: 30 млекопитающих, 27 видов наземных растений (включая Annamocarya sinensis, Najeia fleuryi, Ardisia, Chukrasia  tubularis, Cinnamonum  parthoroxylon, Smilax  glabra, Sasa  japonica, Madluca  pasquierri), 8 видов водорослей, 8 придонных видов (включая Trochus  pyramis, Trochus niloticus, Pinctada marganitifera, Pinna atropurpurea, Anomalodiscus squamosa, Mytillus  smaragdinus, Stepia  tigris, Lutraria rhincheus).
Известняковые леса включают Spondias lakonensis, Milius flipes, Indospermum sp., мангровые — Rhizophora mucronata, Bruguiera gymnorhiza, Kandelia candel и Aegiceras mafus, основным видам ветленда является Salix tetrasperma. Большое значения для региона имеют Paphiopedilum concolor, Cycas tropophylla, Hibiscus tiliaceus, Maclura cochinchinensis, Stephania rotunda, Drynaria bonii.

## Взаимодействие с человеком
Согласно археологическим раскопкам острова архипелага были заселены последние шесть тысяч лет, на территории резервата расположено 42 археологических объекта, древнейшие из которых относятся к плейстоцену и бакшонской культуре. На островах расположены руины храмов Cac Ba and Cac Ong, и цитадели времён династии Мак.
Территория использовалась под сельское хозяйство и рыболовство. В настоящее время на архипелаге совместно проживает две этнические группы: вьеты и хоа. Численность населения составляет около 5200 человек, которые в основном размещены на юго-западной части острова Катба.
На территории архипелага в 2004 году образован биосферный резерват. В 2011 году архипелаг был включён в список номинантов Всемирного наследия. Парк находится неподалёку от объекта Всемирного наследия Бухта Халонг. На его территории проходит несколько фестивалей и представлений, которые привлекают внимание туристов.